# Filosofía de la información
La filosofía de la información (FI) de Luciano Floridi es una nueva disciplina filosófica que trata acerca de:
1. La investigación crítica sobre la naturaleza conceptual y los principios básicos de la información, incluso de su dinámica (concretamente: la computación, es decir, la manipulación mecánica de los datos, y el flujo informacional, a saber, los diversos procesos de recogida, almacenamiento e intercambio de informaciones), su utilización (la denominada information ethics (o ética de la información') y sus ciencias; y
2. La elaboración de metodologías teorético-informacionales y computacionales susceptibles de ser aplicables a los problemas filosóficos.
3. es la ciencia que estudia el porqué de las cosas

Uno de los postulados de esta nueva teoría filosófica es combinar las teorías epistémicas de la lógica, la informática y las neurociencias, formando un modelo posmodernista de la visión fenomenológica clásica, el cual propone finalmente un modelo de la información en relación con las estructuras orgánicas del sistema nervioso. Así se expone una dinámica ambivalente de información la cual puede ser o no recibida (pues considera los umbrales de recepción de los sentidos) por los aparatos cognitivos y procesarse para formar los diferentes usos y modificaciones de la información.
Hay dos dinámicas básicas del uso de la información:
1. Lineal. La información es de naturaleza ordenada y progresista. Este tipo de uso de la información está considerado en relación con conocimientos básicos como habilidades motoras, que en tanto requieren de repetidos ensayos para enraizarse se mantienen en la consciencia y no se requiere más que el uso de aquella área de la información. (Imagínese una línea donde solo se utiliza una parte del conocimiento en relación con su función).
2. En red. Toda la información está interrelacionada; es dinámica y plástica. Un ejemplo es el del cerebro, que a través de su extensa red neuronal que cambia las conexiones sinápticas es posible la multiplicidad de juicios sobre la base de un material básico (el ADN y las proteínas).